# Lizzie Miles

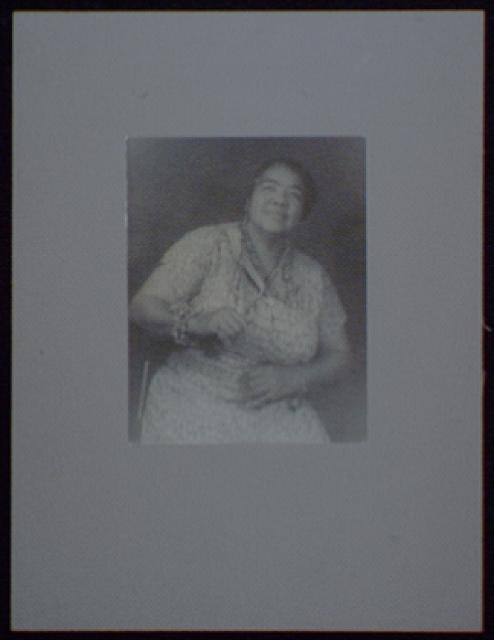
Lizzie Miles (1957)

Lizzie Miles (* 31. März 1895 in New Orleans; † 17. März 1963 ebenda; auch Lizzy Miles geschrieben; eigentlicher Name Elizabeth Mary Landreaux) war eine US-amerikanische Sängerin vor allem von Blues und Jazz.
Miles wurde im Faubourg Marigny Stadtteil von New Orleans in eine Französisch sprechende kreolische Familie geboren. Ihr Vater J.C.Miles leitete eine „Colored Show“ im Zirkus Cole Brothers, wo sie schon als Teenager auftrat, ebenso wie in Minstrel Shows. In New Orleans trat sie mit King Oliver, Kid Ory und Armand Piron auf. 1919 sang sie bei George Thomas, zog Anfang der 1920er Jahre nach Chicago, wo sie mit „Elgars Creole Orchestra“, Freddie Keppard und King Oliver´s Creole Jazz Band auftrat. 1922 zog sie nach New York City, wo sie mit dem Sam Wooding Orchestra und Pirons New Orleans Orchestra in Clubs auftrat und 1922 ihre ersten Aufnahmen machte. Ab 1924 war sie in Europa und trat eine Weile in Paris im Club von Louis Mitchell („Chez Mitchell“) auf. 1927 war sie wieder in New York. Nach einer schweren Krankheit spielte sie in den 1930er Jahren u. a. mit Fats Waller und Paul Barbarin. Ende der 1930er Jahre ging sie wieder nach New Orleans. Bei Auftritten mied sie aber die Bühne und sang von der Seite oder vor der Bühne, da sie das nach eigenen Worten in einem Gebet als Dank für ihre Genesung versprochen hatte. Anfang der 1950er Jahre ging sie nach San Francisco, bevor sie wieder nach New Orleans zurückkehrte und dort regelmäßiger mit Dixieland-Bands wie denen von Bob Scobey und George Lewis auftrat und auch aufnahm. Sie war regelmäßig im Radio und 1957 in der Fernsehshow „Crescendo“ zu hören. 1958 gastierte sie auf dem Monterey Jazz Festival. Ab 1959 gab sie den Gesang mit Ausnahme von Gospelmusik auf und begann Theologie zu studieren. Sie starb 1963 an einem Herzanfall.
Sie ist auch auf Aufnahmen mit King Oliver, Jelly Roll Morton und Clarence Williams zu hören. Zu ihren Klavierbegleitern zählten neben Morton und Williams auch Joe Robichaux, Clarence Johnson und Cliff Jackson.
Ihre Halbschwester Edna Hicks war auch Blues-Sängerin und ihr Halbbruder Herb Morand Trompeter des New Orleans Jazz. Bei einigen ihrer Aufnahmen benutzte sie die Pseudonyme Mandy Smith und Jane Howard.